# Troy Bayliss
Troy Bayliss (* 30. März 1969 in Taree, New South Wales, Australien) ist ein australischer Motorradrennfahrer.

## Karriere

### Anfänge
Troy Bayliss bekam im Alter von sechs Jahren von seinem Vater ein kleines Motorrad. Als er zehn war, wollte er Rennen fahren. Die nächsten vier Jahre war er mit seinem Vater unterwegs zu Motocross und Dirt-Track-Wettbewerben. 1992 und 1993 fuhr Bayliss mit privaten Motorrädern australische Rennen. Ab 1994 bestritt er nationale Meisterschaften. 1996 wechselte Bayliss in die australische Superbike-Meisterschaft. Diese beendete er mit dem Team Kawasaki Australia auf Platz drei.
Auch in den folgenden zwei Jahren startete Troy Bayliss in der Australian-Superbike-Serie. Zusätzlich fuhr er 1997 ein Rennen in der Superbike-Weltmeisterschaft in Phillip Island, wo er auch in der Motorrad-Weltmeisterschaft in der Klasse bis 250 cm³ an den Start ging.
In der Saison 1999 fuhr Bayliss in der britischen Superbike-Meisterschaft (BSB) und pilotierte dort erstmals eine Maschine aus dem Hause Ducati. In seinem ersten Jahr holte er mit seinem Team GSE-Ducati den Titel in der Superbike Klasse (damals 750 cm³ für Vierzylinder; 1000 cm³ für Zweizylinder).

### Superbike-Weltmeisterschaft
2000 sollte Bayliss für Ducati in der US-Superbike-Meisterschaft fahren. Als allerdings in der Superbike-WM der Ducati-Werksfahrer Carl Fogarty beim zweiten Saisonrennen in Phillip Island schwer stürzte und für lange Zeit ausfiel, suchte dessen Team einen Ersatz und wählte Bayliss, der beim fünften Saisonrennen in Monza zum ersten Mal an den Start ging. Bayliss führte einige Runden und beendete beide Läufe als Vierter. Bereits beim folgenden Rennwochenende auf dem Hockenheimring gewann Bayliss mit seiner Ducati 996 das erste Rennen. Im britischen Brands Hatch feierte Bayliss noch einen weiteren Sieg und mit insgesamt neun Podiumsplätzen beendete er die Saison 2000 auf Gesamtrang sechs, obwohl er nur 18 von 26 Läufen bestritten hatte.
Zur Saison 2001 bekam Bayliss im Team Ducati Infostrada mit Rubén Xaus einen neuen Teamkollegen und mit der Ducati 998 ein neues Werksmotorrad. Er gewann sechs von insgesamt 25 Rennen, wurde sechsmal Zweiter und dreimal Dritter. Damit lag er am Saisonende 36 Punkte vor Colin Edwards und wurde Weltmeister. Bayliss ist bis heute der zweite Superbike-Weltmeister australischer Herkunft nach Troy Corser.
Im Jahr 2002 gewann Bayliss 14 der ersten 17 Rennen, davon zweimal sechs in Folge. Aber Edwards fuhr mit seiner Honda VTR 1000 SP2 konstant in die Punkte und gewann die letzten neun Rennen in Folge, so dass er sich mit 552 zu 541 Punkten gegen Bayliss durchsetzen und seinen zweiten WM-Titel feierte.

### MotoGP-Klasse

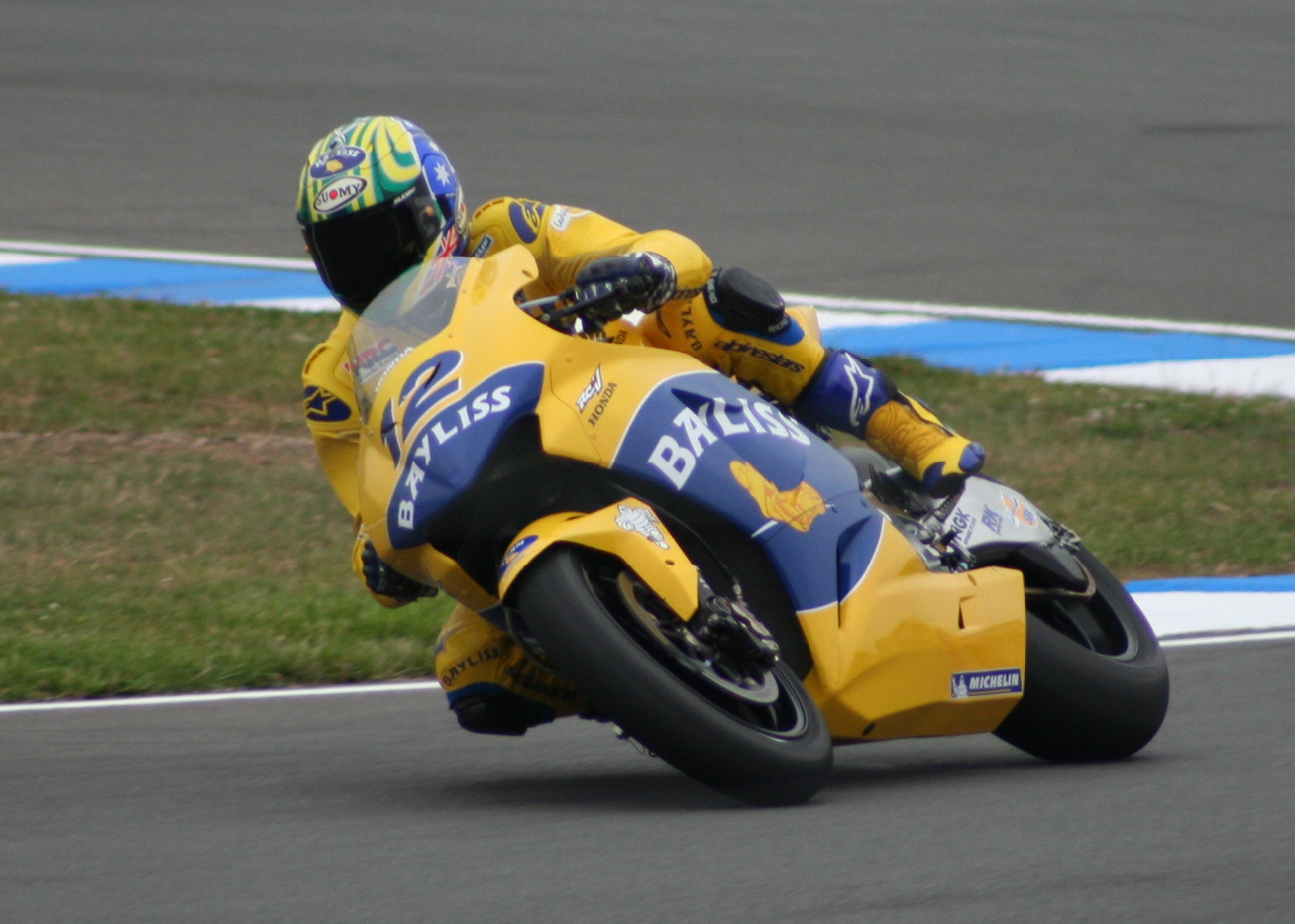
Troy Bayliss 2005 auf Honda

Zur Saison 2003 stiegen die beiden Erstplatzierten der Superbike-WM 2002 in die MotoGP-Klasse der Motorrad-Weltmeisterschaft um. Bayliss blieb Ducati treu und startete mit der neuen Desmosedici GP3 des Ducati MotoGP Teams in die neue Saison. Zum Saisonende hatte Bayliss drei Podestplätze sowie einen zweiten Startplatz und insgesamt WM-Rang sechs aufzuweisen.
Die Saison 2004 war ein Rückschlag für Bayliss, Ducati und auch seinen Teamkollegen Loris Capirossi. Entgegen der Forderungen beider Fahrer entwickelte das Team einen schwer beherrschbaren Motor und ein zum Großteil neues Fahrwerk. Damit waren Bayliss und Capirossi rund drei Viertel der Saison nicht konkurrenzfähig. Nach Auseinandersetzungen zwischen Bayliss und Teamchef Livio Suppo aufgrund der schlechten Resultate entschied man sich bei Ducati, Bayliss nach dem Saisonfinale zu entlassen.
Für die Saison 2005 unterschrieb Bayliss bei Sito Pons, dessen Team Camel Honda mit der Honda RC211V antrat. Bayliss fuhr beim Großen Preis der USA in Laguna Seca den sechsten Platz ein, wobei er die Saison nur bis zum Großen Preis von Deutschland auf dem Sachsenring bestritt. In der Sommerpause verletzte er sich beim Dirt Track und musste aus gesundheitlichen Gründen auf weitere Starts in jenem Jahr verzichten. Shane Byrne, Tōru Ukawa und Chris Vermeulen wurden vom Teamchef für je ein Rennen als Ersatz angeheuert.

### Rückkehr zu den Superbikes

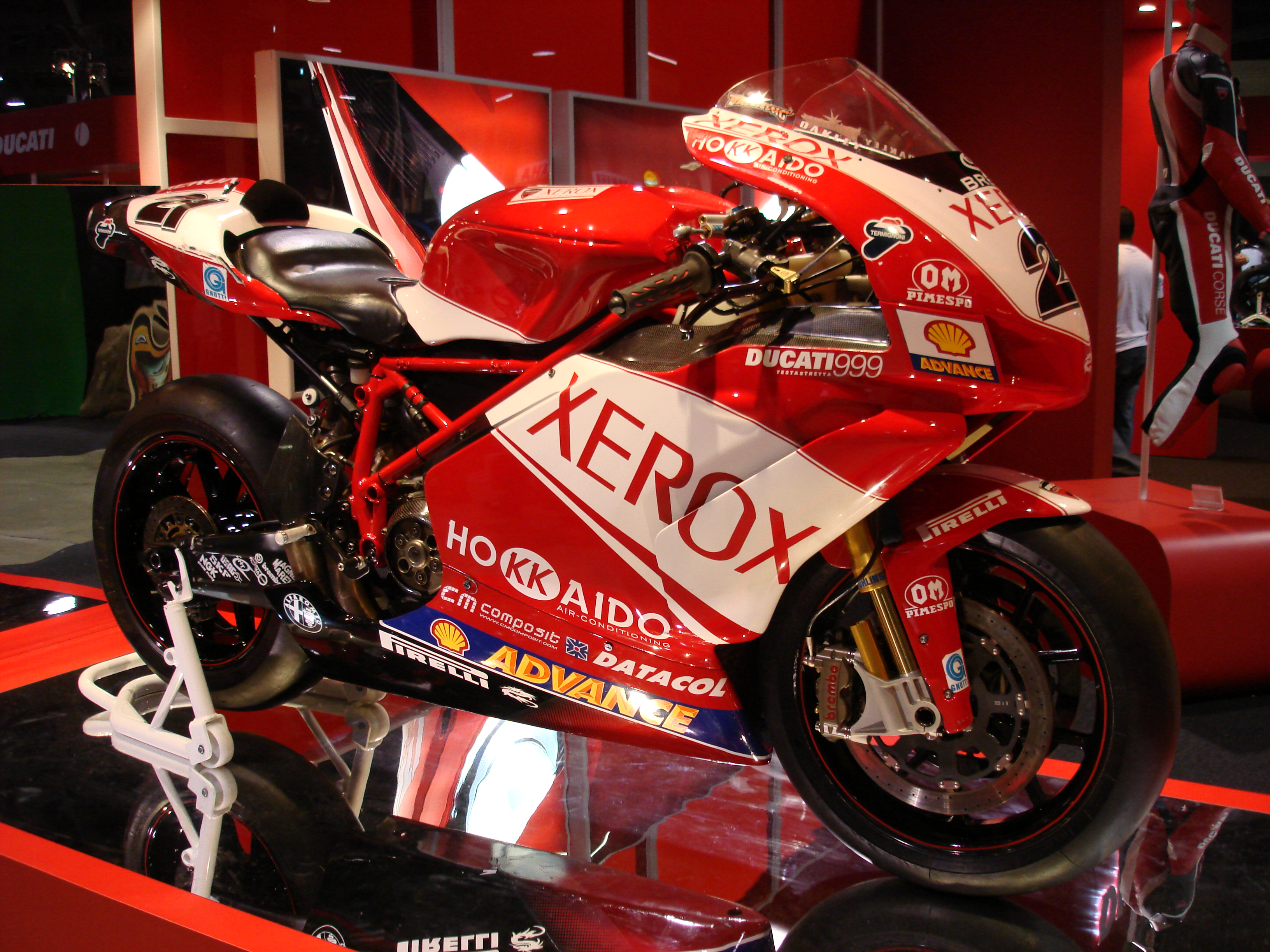
Ducati 999 F06 der Superbike-Saison 2006

Für 2006 fand Troy Bayliss schließlich keinen Platz mehr in der MotoGP. Er kehrte zu Ducati in die Superbike-WM zurück, in 24 Rennen errang er zwölf Siege, drei zweite und einen dritten Rang. Damit gewann er zum zweiten Mal nach 2001 die Superbike-Weltmeisterschaft auf der für ihn neuen Ducati 999 F06. Beim letzten Saisonrennen der MotoGP, dem Großen Preis von Valencia in Circuit Ricardo Tormo, vertrat Bayliss den verletzten Sete Gibernau im Ducati-Werksteam. Bei diesem Rennen gelang ihm ein Start-Ziel-Sieg vor seinem Teamkollegen Capirossi. Bayliss errang somit seinen einzigen MotoGP-Sieg und Ducati gleichzeitig den ersten Doppelsieg in dieser Klasse überhaupt.
Auch in der Saison 2007 startete Bayliss für das Ducati Xerox-Werksteam in der Superbike-WM. Seine Ducati 999 F07 stellte sich jedoch als nicht mehr so überlegen wie das Vorjahresmodell heraus. Nach einem mittelmäßigen Saisonstart stürzte er beim ersten Lauf der dritten Saisonveranstaltung in Donington Park in Führung liegend und verletzte sich dabei schwer. Am kleinen Finger der rechten Hand mussten ihm zwei Fingerglieder amputiert werden. Bayliss erholte sich schnell wieder und zeigte in der Saisonmitte starke Leistungen. Nach weniger guten Resultaten in Brünn und Brands Hatch hatte er jedoch keine reelle Chance auf den WM-Titel mehr. Mit 43 Zählern Rückstand auf Weltmeister James Toseland belegte Bayliss schließlich den vierten WM-Rang. Im Dezember 2007 gab Troy Bayliss seinen Rücktritt zum Ende der Saison 2008 bekannt und betonte, vorher unbedingt noch seinen dritten Superbike-WM-Titel gewinnen zu wollen.

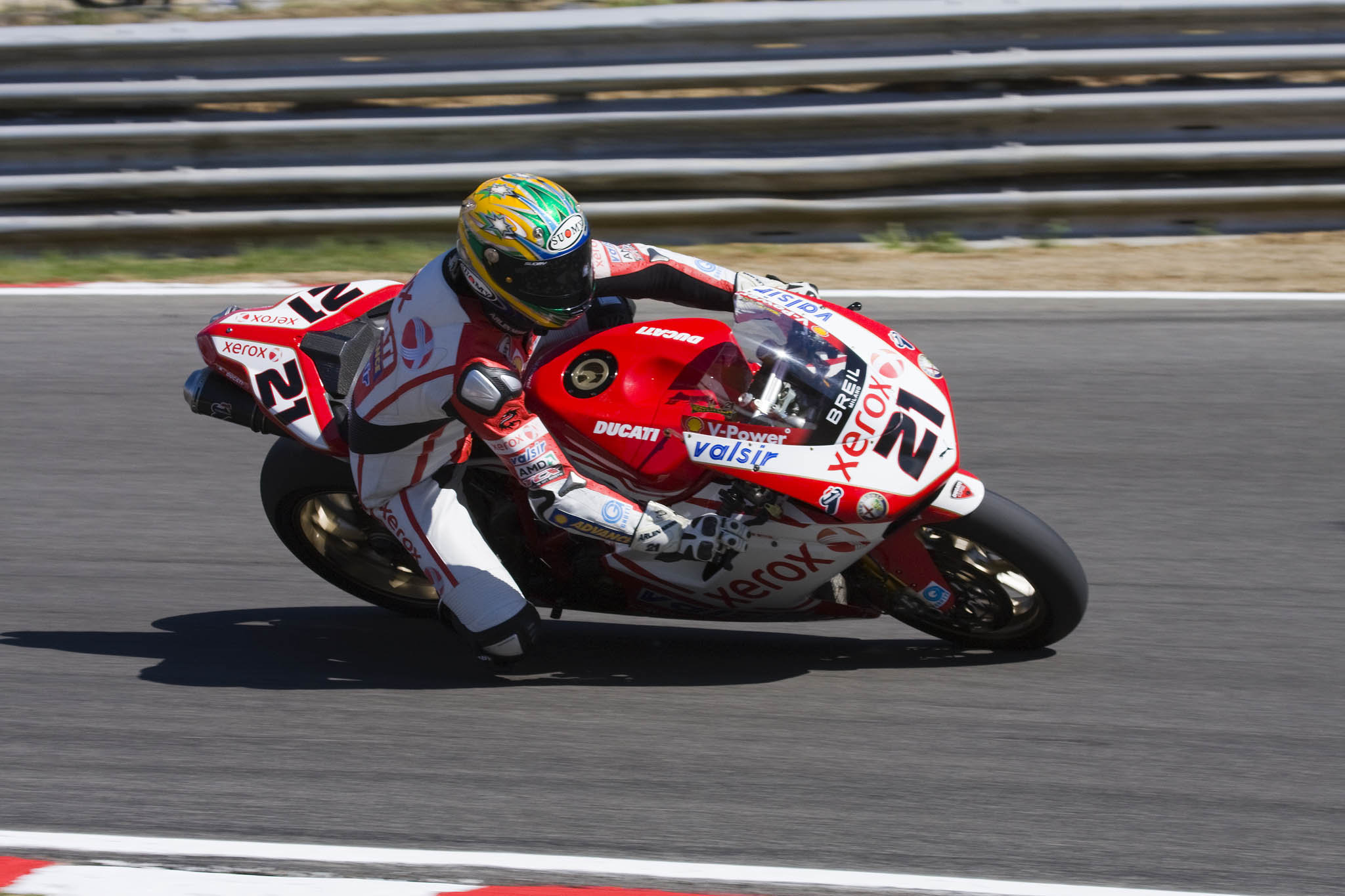
Bayliss 2008 auf Ducati

Die Saison 2008 bestritt Bayliss weiterhin im Ducati-Werksteam, das mit der komplett neuen Ducati 1098 F08 antrat. Als erstes Motorrad in der Geschichte der Superbike-WM war sie mit einem 1200-cm³-V2-Motor bestückt. Sein neuer Teamkollege wurde Michel Fabrizio. Bereits beim ersten Rennen in Losail (Katar) feierte er den ersten Sieg und setzte sich sofort an die Spitze der Gesamtwertung, die er im gesamten Saisonverlauf nicht mehr abgab. Bei der drittletzten Veranstaltung im italienischen Vallelunga hatte Bayliss bereits die Möglichkeit, sich vorzeitig den Titel sichern, stürzte aber in der letzten Runde des zweiten Laufes. Beim folgenden Rennen im französischen Magny-Cours sicherte sich Bayliss mit dem dritten Platz im ersten Lauf seinen dritten Superbike-WM-Titel. Bei der letzten Saisonveranstaltung auf der neu errichteten Piste im portugiesischen Portimão gewann er von der Pole-Position beide Läufe überlegen und stellte dabei jeweils einen neuen Rundenrekord auf.
Bayliss beendete im November 2008 im Alter von 39 Jahren nach dem Gewinn seines dritten Superbike-WM-Titels seine aktive Laufbahn. Insgesamt gewann er in dieser Klasse 52 Läufe, erreichte 26 Pole-Positionen sowie 35 schnellste Rennrunden. Des Weiteren gewann er einmal die britische Superbike-Meisterschaft und erreichte beim Großen Preis von Valencia 2006 den einzigen Sieg seiner Karriere in der MotoGP-Klasse.
Nach Jahren als Testfahrer hat Troy Bayliss zum Auftakt der Saison 2015 in Phillip Island sein Comeback auf der Ducati 1199 Panigale gegeben. Im ersten Lauf belegte er den 13. Platz. Mit diesem Ergebnis ist er der älteste Pilot, der in der Superbike-WM Punkte geholt hat. Er war 45 Jahre, 10 Monate und 23 Tage alt.

## Privates
Bayliss wurde als einziger Sohn von Warren und Lorraine Bayliss auf einer Farm geboren. Er hat eine Schwester namens Jana. Im Alter von 18 Jahren lernte er seine Frau Kim kennen, mit der er seit 1993 verheiratet ist. Die beiden haben drei Kinder und leben mittlerweile wieder in Australien, nachdem sie lange Jahre in Monaco verbrachten. Sein Sohn Oli (* 2003) ist ebenfalls Motorradrennfahrer und startet seit 2022 in der Supersport-Weltmeisterschaft.
2009 wurde er von der Stadt Imola für sein Lebenswerk ausgezeichnet.

## Statistik

### Erfolge
- 1999 – British Superbike Championship, GSE Racing, Meister
- 2001 – Superbike-Weltmeister auf Ducati
- 2006 – Superbike-Weltmeister auf Ducati
- 2008 – Superbike-Weltmeister auf Ducati

### Ehrungen
- Aufnahme in die Australian Motorsport Hall of Fame[11]

### In der Motorrad-Weltmeisterschaft
| Saison | Klasse  | Team                 | Motorrad | Rennen | Siege | Zweiter | Dritter | Poles | Schn. Runden | Punkte | Ergebnis |
| ------ | ------- | -------------------- | -------- | ------ | ----- | ------- | ------- | ----- | ------------ | ------ | -------- |
| 1997   | 250 cm³ | Arie Molenaar Racing | Suzuki   | 1      | –     | –       | –       | –     | –            | 10     | 27.      |
| 2003   | MotoGP  | Ducati Marlboro Team | Ducati   | 16     | –     | –       | 3       | –     | –            | 128    | 6.       |
| 2004   | MotoGP  | Ducati Marlboro Team | Ducati   | 16     | –     | –       | 1       | –     | –            | 71     | 14.      |
| 2005   | MotoGP  | Camel Honda          | Honda    | 11     | –     | –       | –       | –     | –            | 54     | 15.      |
| 2006   | MotoGP  | Ducati Marlboro Team | Ducati   | 1      | 1     | –       | –       | –     | –            | 25     | 19.      |
| Gesamt | Gesamt  | Gesamt               | Gesamt   | 45     | 1     | 0       | 4       | 0     | 0            | 288    |          |

### In der Superbike-Weltmeisterschaft
| Saison | Team                                  | Motorrad             | Rennen | Siege | Zweiter | Dritter | Poles | Schn. Runden | Punkte | Ergebnis    |
| ------ | ------------------------------------- | -------------------- | ------ | ----- | ------- | ------- | ----- | ------------ | ------ | ----------- |
| 1997   | Ansett Air Freight Suzuki             | Suzuki GSX-R 750     | 2      | –     | –       | –       | –     | –            | 22     | 20.         |
| 1998   | Team GSE Ducati                       | Ducati 916           | 4      | –     | –       | –       | –     | –            | 4      | 40.         |
| 2000   | Ducati Infostrada                     | Ducati 996           | 20     | 2     | 5       | 2       | 1     | 1            | 243    | 6.          |
| 2001   | Ducati Infostrada                     | Ducati 996 R         | 24     | 6     | 6       | 3       | 2     | 3            | 369    | Weltmeister |
| 2002   | Ducati Infostrada                     | Ducati 998 F02       | 26     | 14    | 7       | 1       | 4     | 9            | 541    | 2.          |
| 2006   | Ducati Xerox Team                     | Ducati 999           | 24     | 12    | 3       | 1       | 5     | 10           | 431    | Weltmeister |
| 2007   | Ducati Xerox Team                     | Ducati 999           | 24     | 7     | 4       | 2       | 6     | 4            | 372    | 4.          |
| 2008   | Ducati Xerox Team                     | Ducati 1098          | 28     | 11    | 4       | 4       | 8     | 8            | 460    | Weltmeister |
| 2015   | Aruba.it Racing-Ducati Superbike Team | Ducati 1199 Panigale | 4      | –     | –       | –       | –     | –            | 15     | 24.         |
| Gesamt | Gesamt                                | Gesamt               | 156    | 52    | 29      | 13      | 26    | 35           | 2457   | 3 WM-Titel  |